# 武士弗拉明戈
《佛朗明哥武士》（日语：サムライフラメンコ，Samurai Flamenco），是manglobe製作的日本電視動畫作品。由2013年10月10日深夜開始，在富士電視台的深夜動畫節目中播放。

## 登場人物

### 主要角色
羽佐間正義（配音員：增田俊樹（日本）；陳灝瑋（香港））
19歲。在男性流行雜誌擔任模特兒的青年。
武士戰隊法林明戰士的隊長，「法林明紅戰士」
受到喜愛特攝英雄片的祖父影響，從小就憧憬英雄。
最後以祖父的提案「武士弗拉明戈」的身份出現。
他想對世間的罪惡加以正義的制裁？
後藤英德（配音員：杉田智和（日本）；關令翹（香港））
24歲。在派出所工作的警察。
工作態度認真，在私生活中並不是那種正義感很強的人。
可以說是個很普通的青年。
某一日得知了正義是「武士弗拉明戈」這件事。
在那之後每天都變得很忙碌。
真野茉莉（配音員：戶松遙（日本）；何寶珊（香港））
18歲。
3人組偶像「礦物質★奇跡★繆斯（Mineral★Miracle★Muse）」的核心成員。
佛朗明哥女孩的隊長，「佛朗明哥鑽石」
本身是個才女，会作词作曲。性格开朗活泼，善于与人交往。
三澤瑞希（配音員：M・A・O（日本）；黃昕瑜（香港））
19歲。關西人。
3人組偶像「礦物質★奇跡★繆斯（Mineral★Miracle★Muse）」的隊長。
佛朗明哥女孩的隊員，「佛朗明哥紅寶石」
個性比較善於照顧別人，精明能幹，善於管理隊內事務。
森田萌（配音員：山崎惠理（日本）；陳皓宜（香港））
17歲。
3人組偶像「礦物質★奇跡★繆斯（Mineral★Miracle★Muse）」的成員。
佛朗明哥女孩的隊員，「佛朗明哥藍寶石」
個性較為慢條斯理，比較內向，英語發音有種奇妙的標準感。
要丈治（配音員：小杉十郎太（日本）；潘文柏、招世亮（代配）（香港））
動作演員，43歲。過去英雄節目飾演中「RED AXE」的動畫演員，在世界各地旅行。
原塚淳（配音員：大川透（日本）；張炳強（香港））
大型文具公司「怪獸文具店」開發課的職員，48歲。
石原澄（配音員：中村千繪（日本）；吳羨婷（香港））
正義的經紀人，28歲。
今野明（配音員：三上哲（日本）；陳卓智→黃啟昌（香港））
經營新聞網站「HIGH ROLLERS HI！」的男性，32歲。

### 邪惡組織
King Torture（配音員：速水獎（日本）；招世亮（香港））
斷頭台猩猩（配音員：伊丸岡篤（日本）；鄧志堅、鄧港文（香港））
懸空老鷹（配音員：高橋伸也（日本）；陳欣（香港））
烹刑犀牛（配音員：藤原啓治（日本）；馮志輝（香港））
Delta野馬（配音員：岸尾大輔（日本）；張裕東（香港））
搔癢野貓
車輪蟒蛇（配音員：イッキ（日本）；張方正（香港））
用變形車輪突進攻擊。
烙鐵食人鯧（配音員：村瀨步（日本）；鄧港文（香港））
皮鞭海象（配音員：葉振聲（香港））

### 武士基地
青島蒼一（配音員：森久保祥太郎（日本）；鍾見麟（香港））
跟隨在要丈治身旁的青年，直來直往的熱血男子。28歲。
武士戰隊法林明戰士的隊員，「法林明藍戰士」
綠川碧（配音員：豐永利行（日本）；黃積權（香港））
以司法考試為目標的大學生，屬沉著冷靜的頭腦派。22歲。
武士戰隊法林明戰士的隊員，「法林明綠戰士」
黑木闇兒（配音員：KENN（日本）；周倚天（香港））
原本為傭兵的青年，擅長武器的使用。24歲。
武士戰隊法林明戰士的隊員，「法林明黑戰士」
桃井櫻（配音員：田村由香里（日本）；魏惠娥（香港））
留著長髪、為愛而生的女性。23歲。
武士戰隊法林明戰士的隊員，「法林明粉紅戰士」

### 特攝英雄
切腹陽光俠（配音員：關智一（日本）；陳耀楠（香港））
正義心目中的英雄。其必殺技是陽光俠切腹斬和切腹龍捲風。
飛女Moon（配音員：中村紗彩（日本））
黃昏俠（配音員：高橋伸也（日本））
伸縮號小子（配音員：花江夏樹（日本））
加拉卡（配音員：赤羽根健治（日本）；陳耀楠（香港））
（配音員：赤羽根健治（日本））
隱身俠
蒙面騎士
Hatter 5
奇人波撒卡
連動服Moon

### From Beyond
殺手小丑（配音員：上田燿司（日本）；鄧港文（香港））
MMM34宮本武藏（配音員：梁田清之（日本）；張炳強（香港））
火焰怪（配音員：堀川亮（日本）；劉昭文（香港））
毒毒毒（配音員：高木涉（日本）；陳卓智（香港））
邁阿密芭蕾舞演員（配音員：小林優（日本）；陳琴雲（香港））
超越·弗拉明戈（配音員：石田彰（日本）；曹啟謙（香港））

### 其他
奧崎·F·真太郎（配音員：石井康嗣（日本）；朱子聰（香港））
日本總理大臣。
澤田灰司（配音員：鈴木晴久（日本）；張裕東（香港））

戶塚（配音員：加藤將之（日本）；葉振聲（香港））
後藤的同僚。
宇宙管理人（配音員：中村正（日本）；黃子敬（香港））
要的妻子 / Lady Axe（配音員：岡田惠（日本）；許盈（香港））
要丈治的妻子。

## 工作人員
- 原作：manglobe
- 監督：大森貴弘
- 系列構成：倉田英之
- 角色原案：倉花千夏
- 角色設計：山下喜光
- 動作作監・設計：山田起生
- 道具設計：常木志伸
- 美術設定：加藤浩
- 色彩設計：海鋒重信
- 攝影監督：高橋賢司
- 編輯：關一彦
- 音樂：玉井健二 & agehasprings
- 動畫制作：Manglobe
- 製片人：橫山朱子、森彬俊
- 動畫製作人：河內山隆、石田健二郎
- 製作：Project 武士明戈

## 主題歌
片頭曲
「JUST ONE LIFE」（第1話－第11話）
作詞：MOMIKEN，作曲、編曲：UZ，主唱：SPYAIR
「愛愛狠擊後說拜拜（愛愛愛に撃たれてバイバイバイ）」（第12話－第22話）
作詞：Kohshi Asakawa，作曲：Takeshi Asakawa，編曲：玉井健二 & FLOW，主唱：FLOW
片尾曲
「DATE TIME（デートTIME）」（第1話－第11話）
作詞：SINBYI，作曲：橫山裕章，編曲：玉井健二、古川貴浩
主唱：礦物質★奇蹟★繆斯［真野茉莉（戶松遙）、三澤瑞希（M・A・O）、森田萌（山崎惠理）］
「Flight 23時（フライト23時）」（第12話－第21話）
作詞：田中秀典，作曲：Yoshihiro Saito，編曲：玉井健二、古川貴浩
主唱：礦物質★奇蹟★繆斯［真野茉莉（戶松遙）、三澤瑞希（M・A・O）、森田萌（山崎惠理）］
劇中曲
「趁現在!切腹陽光俠〜真劍介錯 切腹陽光俠主題曲（今だ！ハラキリサンシャイン 〜真剣介錯 ハラキリサンシャインのテーマ〜）」（第1話）
作詞：田中秀典，作曲：成瀨裕介，編曲：玉井健二、成瀨裕介
「その名はレッドアックス! 〜武装超神 レッドアックスのテーマ〜」（第3話、第14話）
作詞 - 田中秀典 / 作曲 - 成瀬裕介 / 編曲 - 玉井健二、成瀬裕介 / 歌 - 串田アキラ
（第4話）
作詞：田中秀典，作曲：楠野功太郎，編曲：玉井健二、楠野功太郎，主唱：真野茉莉（戶松遙）
「寺ズッキュン!愛の了法寺!」（第4話）
作詞 - 夕野ヨシミ / 作曲 - ARM / 協力 - 了法寺 / 歌 - とろ美
「ラヴ・リザベイション 〜あなたを先行予約〜」（第5話、第8話）
作詞 - 田中秀典 / 作曲 - 飛內將大 / 編曲 - 玉井健二、飛内将大 / 歌 - ミネラル★ミラクル★ミューズ［真野まり（戸松遥）、三澤瑞希（M・A・O）、森田萌（山崎エリイ）］
「弗拉明戈女孩☆Tonight〜弗拉明戈女孩主題曲（フラメンコガールズ☆トゥナイト 〜フラメンコガールズのテーマ〜）」（第5、6話）
作詞：SINBYI，作曲：平木LAGGY宏隆，編曲：玉井健二、古川貴浩
主唱：弗拉明戈女孩［真野茉莉（戶松遙）、三澤瑞希（M・A・O）、森田萌（山崎惠理）］
（第10話片尾曲）
作詞：田中秀典，作曲：古川貴浩，編曲：玉井健二、古川貴浩，主唱：真野茉莉（戶松遙）
「我們是弗拉明者! 〜武士戰隊弗拉明者主題曲（オレたちフラメンジャー! 〜サムライ戦隊フラメンジャーのテーマ〜）」（第11話、第12話、第14話）
作詞：田中秀典，作曲：成瀨裕介，編曲：玉井健二、成瀨裕介
主唱：武士戰隊弗拉明者［羽佐間正義（增田俊樹）、青島蒼一（森久保祥太郎）、綠川碧（豐永利行）、黑木闇兒（KENN）、桃井櫻（田村由香里）］
「MACARON DAYS（ ）」（第22話片尾曲）
作詞：田中秀典，作曲：瀧山一平，編曲：玉井健二、釣俊輔
主唱：礦物質★奇蹟★繆斯［真野茉莉（戶松遙）、三澤瑞希（M・A・O）、森田萌（山崎惠理）］

## 各話列表
| 話數 | 日文標題 | 大陸標題               | 香港標題                 | 劇本     | 分鏡                  | 演出 | 作畫監督                                                                                                |
| ---- | -------- | ---------------------- | ------------------------ | -------- | --------------------- | --- | --- |
| #01  |          | 武士弗拉明戈，初登場！ | 武士法林明哥，隆重登場！ | 倉田英之 | 大森貴弘              | 大森貴弘 永居慎平                                                                                           | 山田正樹 山本航                                                                                         |
| #02  |          | 傘不見了               | 雨傘不見了               | 倉田英之 | 寺東克己              | 町谷俊輔 | 淺野直之 沓名健一                                                                                       |
| #03  |          | 弗拉明戈 VS 假弗拉明戈 | 法林明哥對假法林明哥     | 倉田英之 | 蘆野芳晴              | 林明偉 | 袴田裕二 田寄雅郁                                                                                       |
| #04  |          | 偶像蹂躪               | 偶像蹂躪                 | 倉田英之 | 由卯田和李一          | 關谷真實子                                                                                                  | 長谷川ゆきお 山村俊了                                                                                   |
| #05  |          | 所謂正義               | 所謂正義                 | 倉田英之 | 北條史也              | 北條史也 | 持田早香                                                                                                |
| #06  |          | 抓捕武士弗拉明戈！     | 逮捕法林明哥             |          | 菅沼榮志              | 小野田雄亮                                                                                                  | 山田正樹 高柳久美子                                                                                     |
| #07  |          | Change the World       | 改變世界                 | 倉田英之 | 中村次郎              | 佐藤陽 | 川村敏江、袴田裕二 長谷川亨雄、沓澤洋子 山中正博                                                        |
| #08  |          | 猛攻！惡之軍團         | 猛攻！惡之軍團           |          | 東出太                | 東出太 | 和田高明、菅野芳弘 山村俊了、池田早香                                                                   |
| #09  |          | 無法抗拒的指標         | 不能抗拒的指標           | 倉田英之 | 沖田宮奈              | 林明偉 | 高阪雅基、田寄雅郁 梅津茜                                                                               |
| #10  |          | 決戰！敵人的基地       | 決戰！敵人基地           | 倉田英之 | 寺東克己              | 青柳宏宣 | 川村敏江、仁井學 平野繪美、北條直明 梅津茜、鵜池一馬 長谷川亨雄                                         |
| #11  |          | 活魔人                 |                          | 倉田英之 | 由卯田和李一          | 城所聖明 | 出野喜則、袴田裕二 高阪雅基、池田早香 田寄雅郁、長谷川亨雄 梅津行則                                     |
| #12  |          | 實錄！這就是弗拉明者！！       | 紀錄！這就是法林明戰士             |          | 大橋譽志光            | 西片康人 | 熊谷勝弘、山村俊了 高柳久美子、山中正博 梅津行則                                                        |
| #13  |          | 決戰前夜               | 決戰前夕                 | 倉田英之 | 菅沼榮治              | 小野田雄亮                                                                                                  | 川村敏江、仁井學 平野繪美、梅津茜 北條直明、高阪雅基 長谷川亨雄、沓澤洋子                               |
| #14  |          | 日本毀滅               | 日本毀滅                 | 倉田英之 | 寺東克己              | 青井小夜 | 川村敏江、平野繪美 梅津茜、鵜池一馬 荒川繪里花、袴田裕二 山中正博、池田早香 山村俊了                    |
| #15  |          | 模仿·正義              | 模仿，正義               |          | 佐藤陽                | 佐藤陽 | 仁井學、長谷川亨雄 高阪雅基、北條直明 長谷川ひとみ                                                      |
| #16  |          | 流浪的英雄             | 流浪的英雄               | 倉田英之 | 菅沼榮治              | 白石道太 | 川村敏江、山中正博 熊谷勝弘、平野繪美 杉本幸子                                                          |
| #17  |          | 最強總理               | 最強總理                 |          | 若林厚史              | 小野田雄亮                                                                                                  | 袴田裕二、梅津茜 長谷川ひとみ、池田早香 北條直明                                                        |
| #18  |          | 全宇宙弗拉明戈         | 在宇宙的法林明哥         | 倉田英之 | 沖田宮奈              | 犬川犬夫 | 仁井學、長谷川亨雄 平野繪美、山中正博 鵜池一馬、高阪雅基 飯飼一幸                                       |
| #19  |          | 平靜生活               | 平靜的生活               |          | 寺東克己              | 黑田幸生 小林孝嗣                                                                                           | 長谷川ひとみ、梅津行則 田寄雅郁、熊谷勝弘 島袋智和、飯飼一幸 袴田裕二、高阪雅樹                         |
| #20  |          | 似曾相識的少年         | 曾經見過的少年           | 宮地昌幸 | 佐藤陽                | 長谷川ひとみ、山中正博 田寄雅郁、長谷川亨雄 飯飼一幸、袴田裕二 高阪雅基、北條直明 梅津茜、杉本幸子 川村敏江 | |
| #21  |          | 教我如何去愛           | 教我去愛                 | 倉田英之 | 寺東克己 由卯田和李一 | 白石道太 | 長谷川ひとみ、田寄雅郁 飯飼一幸、梅津行則 山村俊了、熊谷勝弘 平野繪美、仁井學 鵜池一馬、荒川繪里花      |
| #22  |          | 武士弗拉明戈·Naked     | 赤裸的武士法林明哥       | 倉田英之 | 菅沼栄治              | 大森貴弘 犬川犬夫                                                                                           | 山中正博、長谷川亨雄 田寄雅郁、高阪雅基 平野繪美、仁井学 北條直明、梅津茜 鵜池一馬、荒川繪里花 川村敏江 |

## 播放電視台
日本深夜動畫：下文記載的日本国内播放時間使用日本標準時間（UTC+9）表示。因為部分時間标识會採用30小时制，因此請留意这类超过24:00的时间，其實際播放時間為翌日清晨。
| 播放地區   | 播放電視台     | 播放日期                      | 播放時間（UTC+9）         | 所屬聯播網   | 備註                                          |
| ---------- | -------------- | ----------------------------- | ------------------------- | ------------ | --------------------------------------------- |
| 關東廣域圈 | 富士電視台     | 2013年10月10日－2014年3月27日 | 星期四 25時20分－25時50分 | 富士電視網   |                                               |
| 靜岡縣     | 靜岡電視台     | 2013年10月10日－2014年3月27日 | 星期四 26時10分－26時40分 | 富士電視網   |                                               |
| 中京廣域圈 | 東海電視台     | 2013年10月10日－2014年3月27日 | 星期四 26時40分－27時10分 | 富士電視網   |                                               |
| 佐賀縣     | 佐賀電視台     | 2013年10月11日－2014年3月28日 | 星期五 25時35分－26時05分 | 富士電視網   |                                               |
| 福岡縣     | 西日本電視台   | 2013年10月11日－2014年3月28日 | 星期五 26時35分－27時05分 | 富士電視網   |                                               |
| 山形縣     | 櫻桃電視台     | 2013年10月12日－2014年3月29日 | 星期六 25時35分－26時05分 | 富士電視網   |                                               |
| 秋田縣     | 秋田電視台     | 2013年10月12日－2014年3月29日 | 星期六 26時05分－26時35分 | 富士電視網   |                                               |
| 鹿兒島縣   | 鹿兒島電視台   | 2013年10月12日－2014年3月29日 | 星期六 26時05分－26時35分 | 富士電視網   |                                               |
| 熊本縣     | 熊本電視台     | 2013年10月12日－2014年3月29日 | 星期六 26時35分－27時05分 | 富士電視網   |                                               |
| 福島縣     | 福島電視台     | 2013年10月14日－2014年3月31日 | 星期一 25時40分－26時10分 | 富士電視網   |                                               |
| 廣島縣     | 新廣島電視台   | 2013年10月14日－2014年3月31日 | 星期一 26時10分－26時40分 | 富士電視網   |                                               |
| 愛媛縣     | 愛媛電視台     | 2013年10月15日－2014年4月1日  | 星期二 25時40分－26時10分 | 富士電視網   |                                               |
| 宮城縣     | 仙台放送       | 2013年10月15日－2014年4月1日  | 星期二 26時15分－26時45分 | 富士電視網   |                                               |
| 新潟縣     | 新潟綜合電視台 | 2013年10月15日－2014年4月1日  | 星期二 26時15分－26時45分 | 富士電視網   |                                               |
| 近畿廣域圈 | 關西電視台     | 2013年10月15日－2014年4月1日  | 星期二 26時28分－26時58分 | 富士電視網   |                                               |
| 岩手縣     | 岩手可愛電視台 | 2013年10月16日－2014年4月2日  | 星期三 25時20分－25時50分 | 富士電視網   |                                               |
| 香港       | J2             | 2014年12月17日－2015年6月3日  | 星期三 24時05分－24時35分 | 數碼地面電視 | UTC+8 有字幕 雙語廣播 有重播 myTV提供14天重溫 |

| 富士電視台 noitaminA 星期四 25:20－25:50 節目 | 富士電視台 noitaminA 星期四 25:20－25:50 節目  | 富士電視台 noitaminA 星期四 25:20－25:50 節目 |
| --------------------------------------------- | ---------------------------------------------- | --------------------------------------------- |
|                                               | 武士法林明哥 （2013年10月10日－2014年3月27日） |                                               |
| 我們仍未知道那天所看見的花名。 特別版         | 龍孃七七七埋藏的寶藏                           |                                               |

| 香港 J2 星期三 24:05-24:35 節目 2014年12月24日、12月31日及2015年2月18日停播 2015年1月7日起24:15-24:45 2015年1月28日起24:05-24:35 | 香港 J2 星期三 24:05-24:35 節目 2014年12月24日、12月31日及2015年2月18日停播 2015年1月7日起24:15-24:45 2015年1月28日起24:05-24:35 | 香港 J2 星期三 24:05-24:35 節目 2014年12月24日、12月31日及2015年2月18日停播 2015年1月7日起24:15-24:45 2015年1月28日起24:05-24:35 |
| --- | --- | --- |
| | 武士法林明哥 （2014年12月17日－2015年6月3日）                                                                                    | |
| 幻影籃球王II | 流浪神差 | |
| 香港 J2 星期二至六 05:30-06:00 節目                                                                                              | | |
| 進擊！巨人中學 重播 | 武士法林明哥 重播 （2018年7月11日－2018年8月9日）                                                                                | 流浪神差II 重播 |

## 外部連結
- 《武士弗拉明戈》官方網站 （页面存档备份，存于）（日語）
- 武士弗拉明戈的X（前Twitter）（日語）
- ANIPLEX 武士弗拉明戈 （页面存档备份，存于）（日語）
- 武士弗拉明戈正版同步專題-樂視網（简体中文）